# Guilherme Pardo
Guilherme Biziak Pardo (* 13. Oktober 1981 in Araçatuba) ist ein brasilianischer Badmintonspieler.

## Karriere
Guilherme Pardo siegte bei der Carebaco-Meisterschaft 2002 mit Guilherme Kumasaka im Doppel. Beide gewannen 2007 auch die Puerto Rico International. Bei den Panamerikaspielen des gleichen Jahres holten sie sich Bronze. In der ersten Runde war jedoch Endstation bei der Badminton-Weltmeisterschaft 1999, 2003, 2006 und 2007.

## Sportliche Erfolge
| Saison | Veranstaltung                | Disziplin    | Platz | Name                                 |
| ------ | ---------------------------- | ------------ | ----- | ------------------------------------ |
| 1997   | Brasilianische Meisterschaft | Herreneinzel | 1     | Guilherme Pardo                      |
| 1998   | Brasilianische Meisterschaft | Herreneinzel | 1     | Guilherme Pardo                      |
| 1998   | Argentina International      | Herrendoppel | 1     | Guilherme Pardo / Ricardo Trevelin   |
| 1999   | Weltmeisterschaft            | Herrendoppel | 33    | Guilherme Pardo / Ricardo Trevelin   |
| 1999   | Brasilianische Meisterschaft | Herrendoppel | 1     | Guilherme Pardo / Ricardo Trevelin   |
| 2000   | Brasilianische Meisterschaft | Herreneinzel | 1     | Guilherme Pardo                      |
| 2000   | Brasilianische Meisterschaft | Herrendoppel | 1     | Guilherme Pardo / Ricardo Trevelin   |
| 2002   | Carebaco-Meisterschaft       | Herrendoppel | 1     | Guilherme Kumasaka / Guilherme Pardo |
| 2003   | Weltmeisterschaft            | Herrendoppel | 33    | Guilherme Kumasaka / Guilherme Pardo |
| 2003   | Weltmeisterschaft            | Herreneinzel | 33    | Guilherme Pardo                      |
| 2007   | Puerto Rico International    | Herrendoppel | 1     | Guilherme Kumasaka / Guilherme Pardo |
| 2007   | Panamerika-Spiele            | Herrendoppel | 3     | Guilherme Kumasaka / Guilherme Pardo |
| 2007   | Brasilianische Meisterschaft | Herreneinzel | 1     | Guilherme Pardo                      |
| 2008   | Brasilianische Meisterschaft | Herrendoppel | 1     | Guilherme Pardo / Guilherme Kumasaka |
| 2008   | Brasilianische Meisterschaft | Herreneinzel | 1     | Guilherme Pardo                      |